# Теорема Брауера про нерухому точку
Теорема Брауера про нерухому точку — теорема про наявність хоча б одної нерухомої точки функції F за деяких умов на F. Є основною для деяких більш загальних теорем.
Зокрема, будь-яке неперервне відображення замкнутої кулі в себе в скінченновимірному евклідовому просторі має нерухому точку. Брауер довів теорему для випадку {\displaystyle n=3} в 1909 році. 
Нехай для точки {\displaystyle x\in \mathbb {D} ^{n}} маємо {\displaystyle f(x)\neq x.} Сполучимо {\displaystyle f(x)} та {\displaystyle x} променем. Точку перетину променя {\displaystyle [f(x),x)} із граничною сферою {\displaystyle S^{n-1}=\partial \mathbb {D} ^{n}} позначмо {\displaystyle y=g(x).} Таким чином, маємо деформаційну ретракцію {\displaystyle g:\mathbb {D} ^{n}\rightarrow S^{n-1};} відповідна гомотопія задається формулою {\displaystyle F(x,t)=tx+(1-t)g(x).}